# Alfredo Marcano
Alfredo Marcano (* 17. Januar 1947 in Cumaná, Venezuela; † 5. April 2009) war ein venezolanischer Boxer im Superfedergewicht und Normalausleger. Er wurde von Ely Montes trainiert und von Willie Ketchum gemanagt.

## Karriere
Er gewann seine ersten beiden Profikämpfe im Jahre 1966. Ende Juli 1971 trat er gegen Hiroshi Kobayashi um den WBA-Weltmeistergürtel an und siegte in einem auf 15 Runden angesetzten Gefecht in der 10. Runde durch technischen K. o.
Er konnte diesen Titel im November desselben Jahres gegen Kenji Iwata mit einem klassischen K.-o.-Sieg in der 4. Runde verteidigten und verlor ihn im darauffolgenden Jahr an Ben Villaflor einstimmig nach Punkten.